# Île de La Calle
L'île de La Calle ou Île maudite (en arabe : الجزيرة الملعونة) est une île inhabitée à de la mer Méditerranée à El Kala anciennement dite La Calle en Algérie.

## Histoire
La superficie de l'île est d'environ 0,4 hectare
Vers 1100 avant J.-C., les Phéniciens y ont établi une escale.
Les Romains ont bâti une ville sur le continent et ils ont donné à l'île le nom d'Île Maudite ; ils l'ont reliée à la ville par une jetée formant un port.
Les Arabes l'ont appelée Marsa el Kharas. Au XVIe siècle, l'île était fréquentée par les corailleurs français et italiens et ces derniers lui ont donné le nom européen de La Calle qui a ici le sens de cale au sens maritime du terme, de couloir, de calanque, d'abri entre deux pointes de terre ou de rochers.
Les Français ont occupé l'île en 1836 et ont gardé puis les Algériens l'ont adapté en El-Kala.
Sur cette île se trouve une ancienne prison qui a été utilisée comme lieu de torture pendant la guerre d'Algérie.